# Mowad
Mowad é uma cidade  no distrito de Nagpur, no estado indiano de Maharashtra.

## Demografia
Segundo o censo de 2001, Mowad tinha uma população de 8732 habitantes. Os indivíduos do sexo masculino constituem 51% da população e os do sexo feminino 49%. Mowad tem uma taxa de literacia de 74%, superior à média nacional de 59.5%: a literacia no sexo masculino é de 79% e no sexo feminino é de 68%. Em Mowad, 12% da população está abaixo dos 6 anos de idade.